# إنجا مولر
إنجا مولر (بالألمانية: Inga Möller)‏ هي لاعب هوكي الحقل ألمانية، ولدت في 27 أبريل 1973.

## وصلات خارجية
- إنجا مولر على موقع أوليمبيديا (الإنجليزية)